# LOVE (抱きしめたい)
「LOVE (抱きしめたい)」（ラブ だきしめたい）は、沢田研二の25枚目のシングル。1978年9月10日にポリドール・レコードより発売された。

## 解説
- テレビ番組などで歌唱する際、トレンチコートやタキシードを着用し、タキシードは袖を通さず肩に掛けて歌唱していた。
- 1978年の第29回NHK紅白歌合戦で沢田は初めて大トリを務めた。当時の紅白歌合戦において演歌歌手以外が大トリを務めるのは極めて異例だった。

## チャート成績
- 売り上げ記録は48万8000枚。

## 収録曲
1. LOVE (抱きしめたい)（5分14秒）
  - 作詞︰阿久悠／作曲︰大野克夫／編曲︰船山基紀
2. 真夜中の喝采（3分53秒）
  - 作詞︰阿久悠／作曲︰大野克夫／編曲︰大村雅朗

## 参加ミュージシャン
- ケニーウッド・オーケストラ

## カバー
- 2004年 - 櫻井敦司
- 2006年 - 河村隆一（アルバム『evergreen 〜あなたの忘れ物〜』）

## 沢田研二の関連作品
- LOVE 〜愛とは不幸をおそれないこと〜